# Rathaus Bad Hersfeld

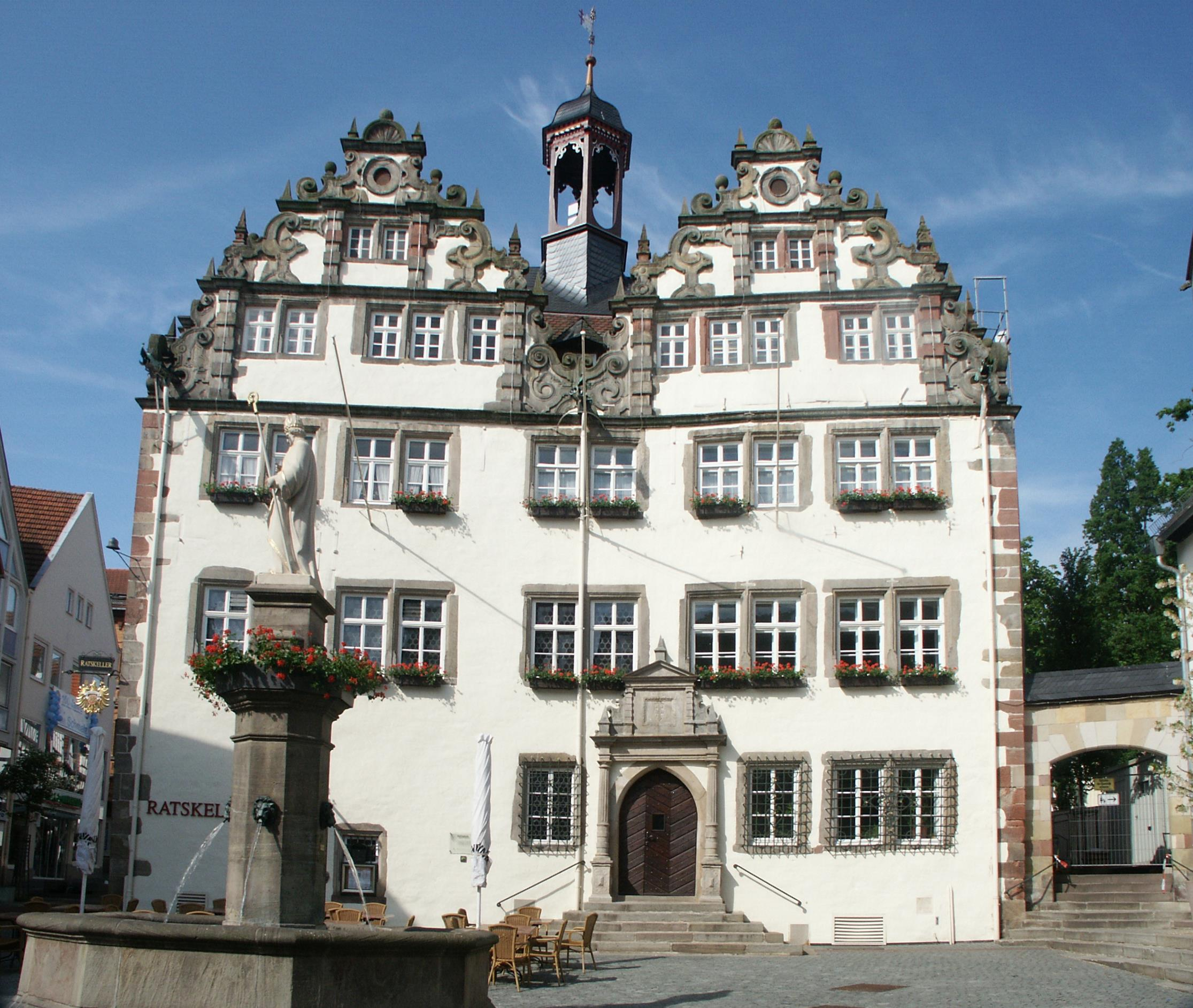
Ostfassade vom Südflügel, davor der Lullusbrunnen und rechts das Treppchen

Das Rathaus Bad Hersfeld ist seit dem 14. Jahrhundert Sitz der Stadtverwaltung von Bad Hersfeld. Es befindet sich im Herz der Altstadt zwischen der Weinstraße, dem Kirchplatz und „Am Treppchen“ auf etwa 210 m ü. NN Höhe. Das erste Rathaus wurde vor 1371 im Stil der Gotik erbaut und zwischen 1607 und 1612 im Stil der Renaissance erweitert und umgebaut.

## Beschreibung
Das Rathaus ist ein vierstöckiger Zweiflügelbau mit hohen Zwerchgiebeln im Stil der Weserrenaissance und einem Dachreiter auf dem Südflügel.

### Südflügel

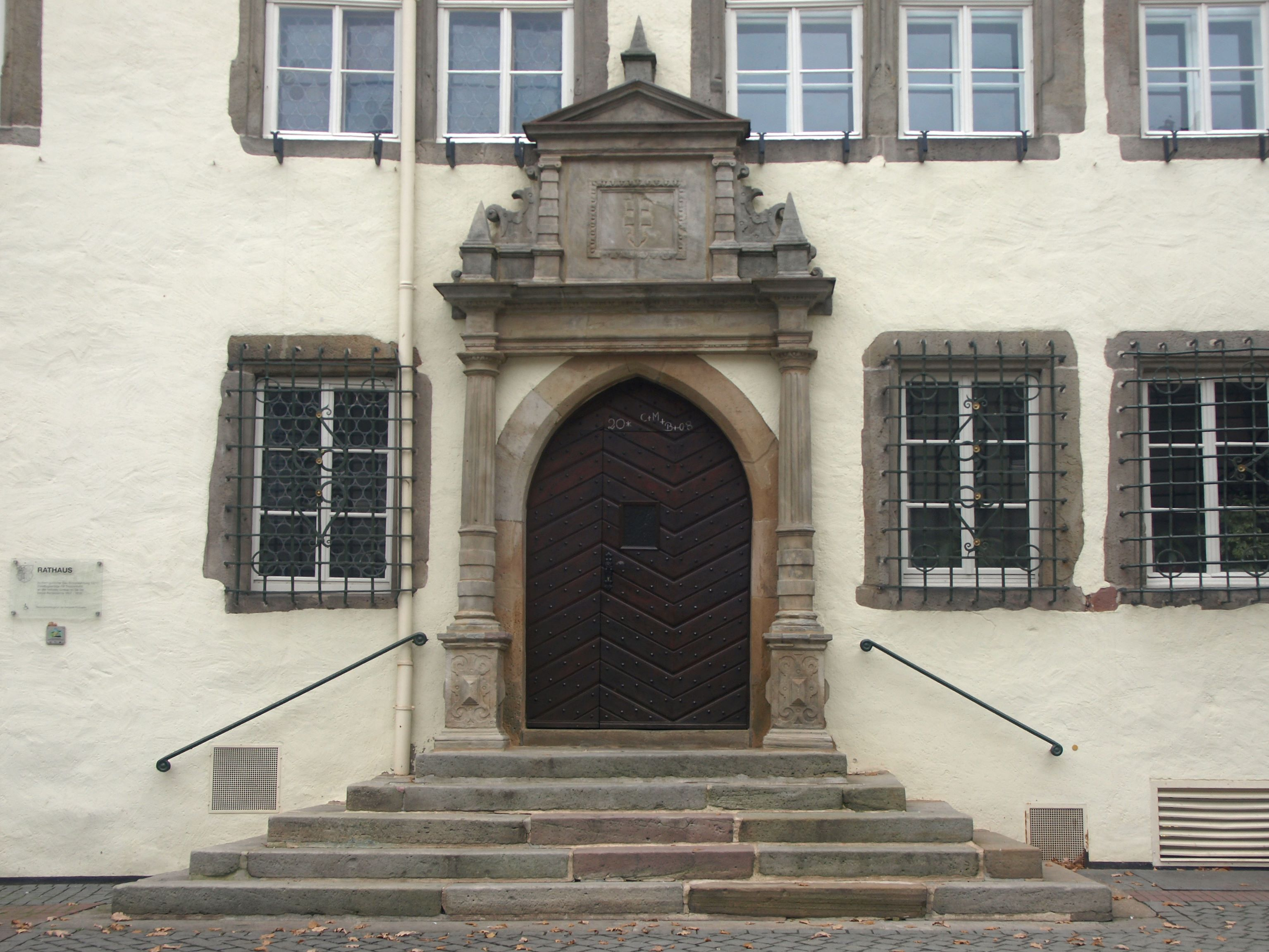
Hauptportal mit Freitreppe

Der Südflügel hat auf seiner Ostseite (zum Platz „Am Treppchen“) zwei Zwerchgiebel und je einen auf den schmalen Seiten (zur Weinstraße und zum Kirchplatz). Die Stockwerke sind auf der Höhe der Giebel mit Gesimsen betont und die jeweils äußeren Fenster sind mit senkrechten Flachrustikaschichtungen gerahmt. Weiter sind die Giebel mit Voluten, Obelisken, Kugelbekrönungen, Roll- und Beschlagwerk aus Sandstein verziert. Bis auf die Eckquader ist die Fassade der Stockwerke unter den Giebeln schmucklos verputzt. Auf dem Dach befindet sich in der Mitte des Gebäudeflügels ein offener, polygonaler Dachreiter mit einer Glocke.
An der Ostfassade befindet sich weiterhin das repräsentative Hauptportal mit davorliegender Freitreppe. Das Portal hat eine spitzbogige Form und hat eine vorgesetzte Portalverzierung mit kannelierten Säulen, antikisierendem Quergebälk und einer Supraporte. In ihr befindet sich ein Wappenstein mit eingemeißeltem Hersfelder Doppelkreuz. Links vom Hauptportal befindet sich der Eingang zum Ratskeller. Sein Portal ist rundbogig und die Kellerräume haben Kreuzgratgewölbe. Die meisten Fenster sind einheitlich schlicht gekuppelt.
An der südöstlichen Gebäudeecke ist kurz unterhalb der Giebel, an einem Ausleger, ein Metallhelm angebracht. Er erinnert an die Ereignisse in der Vitalisnacht. Auf dieser Seite der Fassade befinden sich außerdem zwei weit ausladende drachenköpfige Wasserspeier aus Kupfer.
Auf der Westseite des Südflügels, zum Rathausplatz hin, erhebt sich ein polygonaler Treppenturm, der zur Hälfte aus der Fassade hervorragt. Der Eingang zum Treppenturm ist mit Rollwerk, Diamantquadern und Obelisken verziert. Links vom Treppenturm befindet sich noch ein spitzbogiges Fenster (früher ein Portal).

### Westflügel

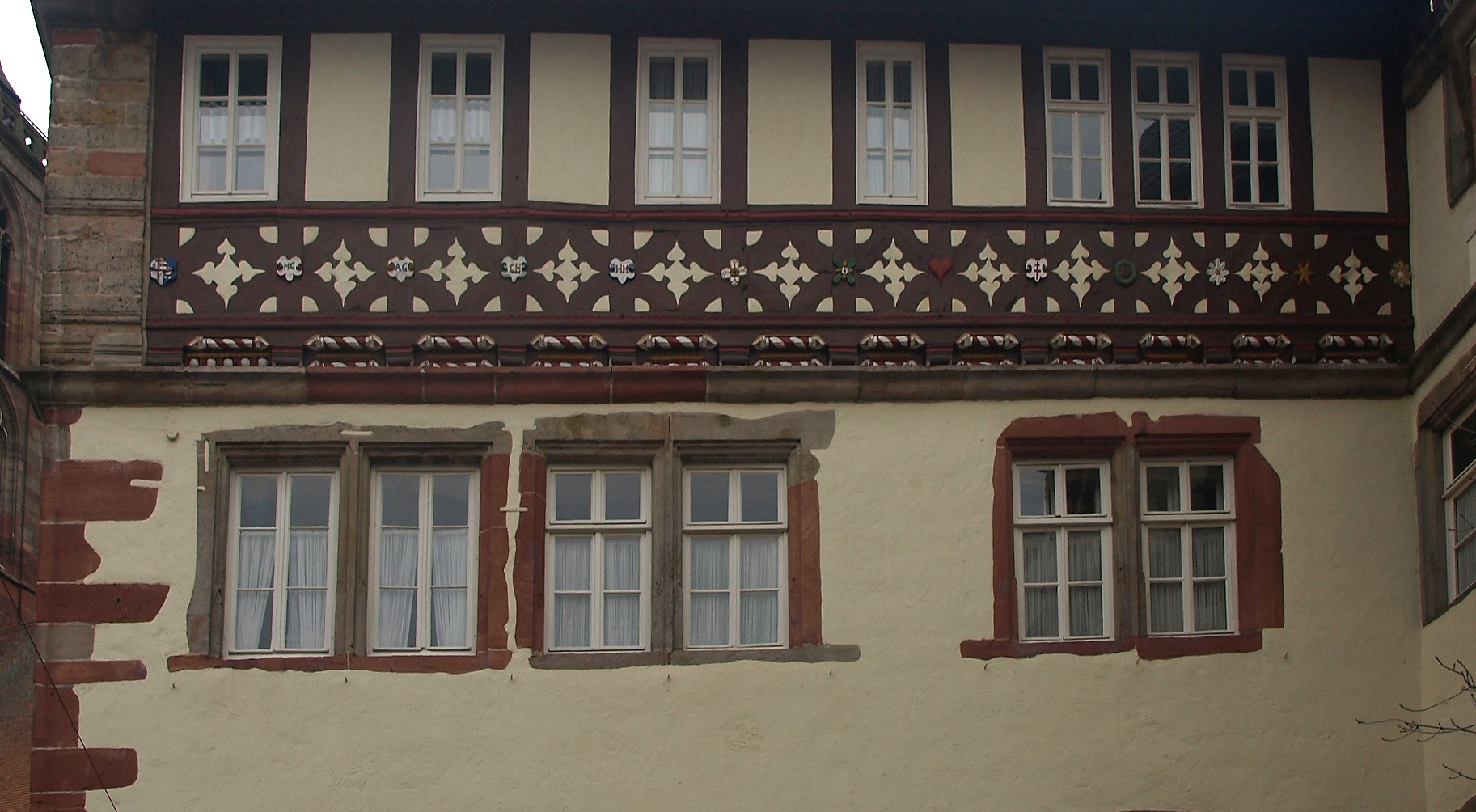
Viertes Fachwerkobergeschoss an der Südfassade vom Westflügel

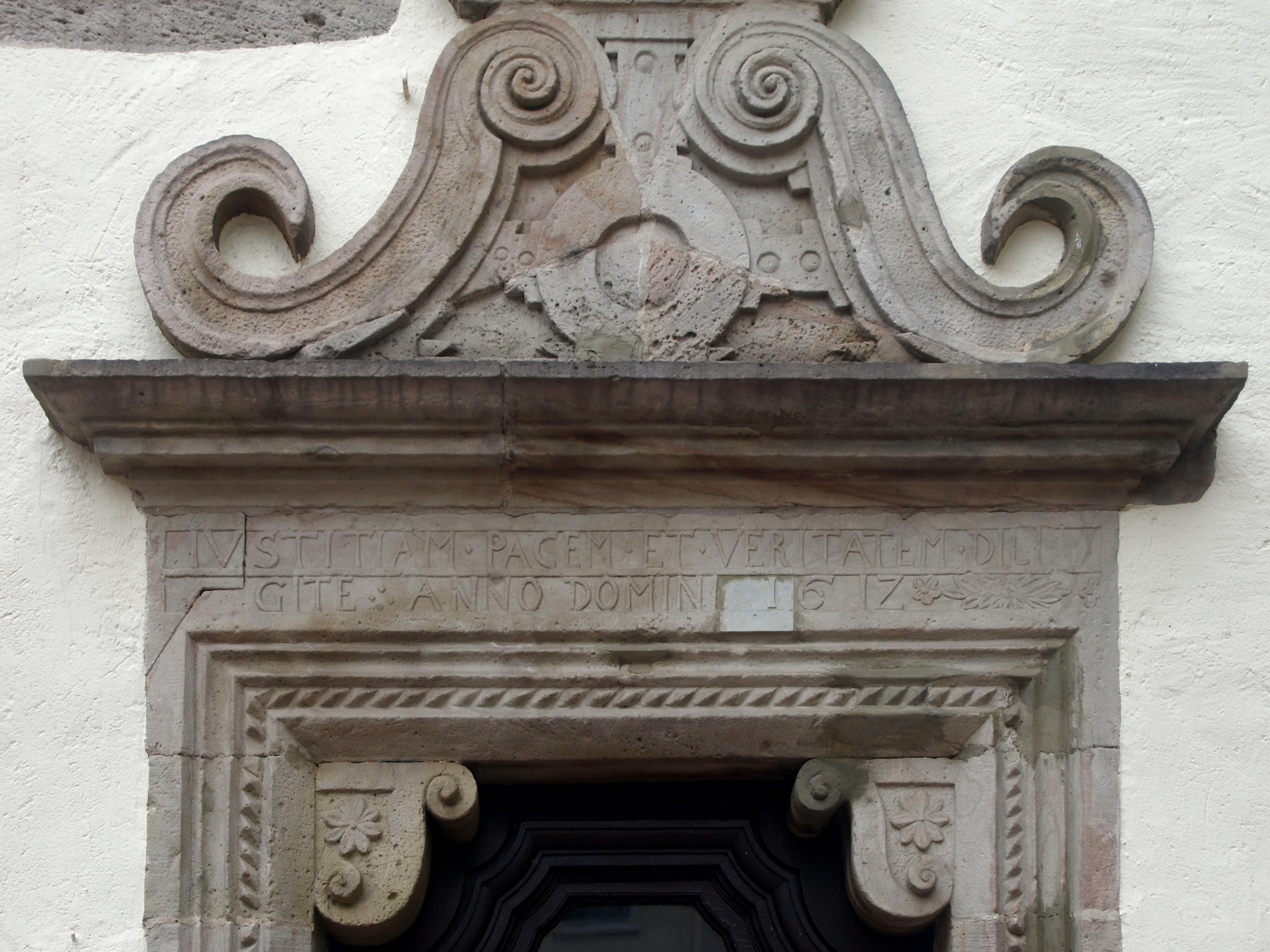
Türsturz mit dem alten Wahlspruch der Stadt Hersfeld

Der Westflügel stößt in einem leicht spitzen Winkel an den Südflügel und hat einen Zwerchgiebel an seiner Nordfassade (zum Kirchplatz). Er hat die gleichen Stilformen wie die Giebel im Südflügel. Der Westflügel weist auf seiner Südfassade, zum Rathausplatz hin, ein als Fachwerk mit überblattetem Brustriegel, Rauten- und Herzmotiven ausgeführtes viertes Stockwerk auf. Hier sind auf den Bundständern, neben dem Stadt- und Stiftswappen, auch die Initialen der damaligen Bürgermeister (Michael Gerwig und Abraham Grüning) sowie der zwei Baumeister in das Fachwerk geschnitzt.
Die Portale auf der Nord- und Südseite sind hier wieder mit Rollwerk, Diamantquadern und Obelisken verziert. Das Portal im Erdgeschoss, an der Südseite, hat im Türsturz den alten Wahlspruch der Stadt „JUSTITIM, PACEM ET VERITATEM DILIGITE ANNO DOMINI (1)612“ eingemeißelt. Ein Inschriftenstein, der mit gotischen Minuskeln beschriftet ist, wurde in einem Innenraum im zweiten Obergeschoss zweitverwendet. Der Stein stammt vermutlich aus dem gotischen Rathaus. Auf ihm steht der gleiche Wahlspruch. Er wurde wohl während des Umbaus in der Renaissancezeit, hier auf dem Kopf stehend, wieder eingemauert.

### Rathausplatz
Der Rathausplatz ist ein offener Bereich hinter dem Südflügel. Er ist mit der Weinstraße über eine Treppe verbunden und zum Kirchplatz hin ist er von einer Mauer mit drei rundbogigen Durchgängen getrennt. Dieser Platz entstand aus dem etwa 6 × 15 Meter großen Rathaushof, als die Gebäude um den Hof ab 1880 abgerissen wurden. Das Haus zur Weinstraße hin war das sogenannte Weinhaus. In ihm befanden sich der städtische Ausschank und die Waage. Das Haus wurde auch als Hochzeitshaus verwendet. Das Haus zum Kirchplatz hin war ein Holzmagazin.
Auf dem Rathausplatz befindet sich seit 1925 eine Bronzeskulptur von Arnold Rechberg auf einem Travertinsockel, die an die Toten des Ersten Weltkrieges erinnert. Nach dem Zweiten Weltkrieg wurde am Sockel der Skulptur eine Plakette angebracht, die an zwei gefangene deutsche Offiziere erinnert, die gegenüber den US-amerikanischen Truppen die friedliche Übergabe der Stadt garantierten und somit einen Artilleriebeschuss der Stadt verhinderten. Seit 2009 steht auf dem Platz auch ein Bronzemodell der Hersfelder Altstadt mit Kennzeichnungen in Brailleschrift.

### Platz „Am Treppchen“
Die Straße hat ihren Namen von einer Treppe, die vom Platz „Am Treppchen“ zum Kirchplatz hinauf führt. Die Treppe befindet sich zwischen dem Rathaus (Weinstraße 16) und dem über Eck stehenden weiteren Rathausgebäude (Am Treppchen 1) aus den 1950er Jahren.
Der Anfang der Straße ist zur Weinstraße hin erweitert und bildet hier einen kleinen Platz. Es ist der älteste Marktplatz der Stadt. Auf seiner Mitte, direkt vor der Freitreppe vom Rathaus, steht der Lullusbrunnen. Er entstand im Jahr 1830, als der alte Feuerkump durch ein größeres achteckiges Sandsteinbecken ersetzt wurde. Die achteckige Mittelsäule hat vier bronzene Löwenköpfe als Wasserspeier. Erst 1866 wurde auf dieser Mittelsäule eine Bischofsfigur aus weißem Marmor aufgesetzt und die Inschrift „LULLS HERSFELDIÆ CONDITOR“ eingemeißelt. Damit wurde aus dem Rathauskump ein Denkmalbrunnen mit dem Namen Lullusbrunnen, benannt nach dem ersten Abt von Hersfeld Lullus. Der Entwurf zu diesem Brunnen stammte von dem Kurfürstlich-Hessischen Land- u. Straßenbaumeister Leonhard Müller.

## Baugeschichte

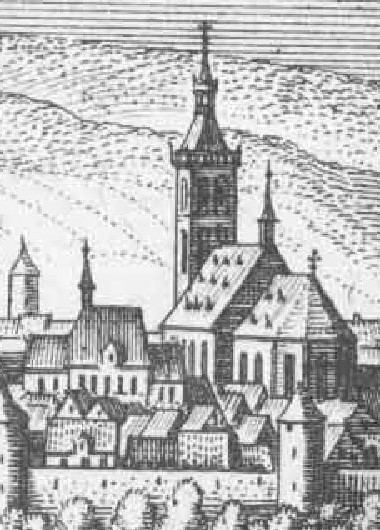
Links neben der Kirche das gotische Rathaus im Kupferstich von Hersfeld um 1600

Der älteste Bereich des Rathauses ist in dem heutigen Südflügel enthalten. Er wurde im Stil der Gotik mit hochgezogenen Spitzbogenfenstern und einem hohen Dach mit Zwerchhaus und einem Dachreiter, als vermutlich eingeschossiges Gebäude erbaut. Erstmals wurde dieses Rathaus im Jahr 1371 erwähnt. Es ist in der Topographia Hassiae von Matthäus Merian, links neben der Stadtkirche abgebildet. Der Kupferstich basiert auf einer Federzeichnung von Wilhelm Dilich, aus seiner Hessische Chronica die 1605 erschien. Man geht daher davon aus, dass der Kupferstich das Aussehen der Stadt und damit auch des Rathauses, um 1600 festgehalten hat. Kurz danach hat man dann wohl angefangen, das gotische Gebäude um- und auszubauen.
Dennoch erkennt man den gotischen Ursprung des Südflügels noch heute. An der Fassade verweist noch die spitzbogige Form von Hauptportal und Fenster neben dem Treppenturm auf diese Zeit.